# Регя
Регя (рум. Reghea) — село у повіті Біхор в Румунії. Входить до складу комуни Віїшоара.
Село розташоване на відстані 429 км на північний захід від Бухареста, 54 км на північний схід від Ораді, 107 км на північний захід від Клуж-Напоки.

## Населення
За даними перепису населення 2002 року у селі проживали 69 осіб.
Національний склад населення села:
| Національність | Кількість осіб | Відсоток |
| -------------- | -------------- | -------- |
| румуни         | 63             | 91,3%    |
| угорці         | 6              | 8,7%     |

Рідною мовою назвали:
| Мова      | Кількість осіб | Відсоток |
| --------- | -------------- | -------- |
| румунська | 64             | 92,8%    |
| угорська  | 5              | 7,2%     |